# Bylgides fusca
Bylgides fusca är en ringmaskart som först beskrevs av Hartman och Fauchald 1971.  Bylgides fusca ingår i släktet Bylgides och familjen Polynoidae. Inga underarter finns listade i Catalogue of Life.